# 喀什方枝柏
喀什方枝柏（学名：Sabina pseudosabina var. turkestanica）为柏科圆柏属[[]]的变种。分布于俄罗斯以及中国大陆的新疆等地，生长于海拔2,800米至4,000米的地区，目前尚未由人工引种栽培。

## 别名
伊犁圆柏（中国树木分类学），天山方枝柏（中国树木学）